# Телеути
Телеути су туркијски народ насељен у Кемеровској области, у Русији. Према попису из 2002. године, било је 2.650 Телеута у Русији. Њихов језик је класификован као телеутски дијалект алтајског језика (део је јужноалтајске групе дијалеката).

## Популација
Број Телеута у Руској Федерацији износи 2.643 особе (2010), од чега 2.520 Телеута живи у Кемеровској области. Телеути су углавном становници руралних области. Око 2.000 људи живи у селима.
Кемеровска област (број Телеута у насељима 2002. године):
- село Челухоево: 505;
- град Белово: 438;
- град Новокузњецк: 303;
- село Беково: 273;
- село Верховскаја: 194;
- село Шанда: 177;
- село Новобачати: 140;
- село Заречное: 136.

## Језик
Телеутски припада туркијској породици језика (део хипотетичке алтајске макропородице) као посебан језик или према другим класификацијама, као дијалекат јужноалтајског или алтајског језика. Користи се не само у Кемеровској области, већ и у Републици Алтај (општина Шебалински, дуж реке Катун и њене притоке реке Семје) и у Алтајској Покрајини. Према званичним подацима из 2010. године, у Русији 975 особа (око 37% Телеута) говори телеутски језик. Истовремено, готово сви Телеути говоре руски језик.